# Es geschah in Berlin (Fernsehserie)
Es geschah in Berlin ist eine dreiteilige Krimiserie, die im Sommer 1965 im Vorabendprogramm des ZDF lief. Sie war inspiriert von der langlebigen, gleichnamigen Hörspielreihe.

## Inhalt
Kommissar Zett und sein Assistent Lothar ermitteln in Fällen von Betrug und Diebstahl innerhalb Berlins. Ein Betrüger nutzt die Gutgläubigkeit älterer Menschen aus, eine Bande von jugendlichen Autodieben liefert sich halsbrecherische Verfolgungsjagden mit der Polizei.

## Sonstiges
Es geschah in Berlin sollte nach den Vorstellungen der Verantwortlichen an den Erfolg der gleichnamigen Hörspielreihe anknüpfen, die von 1951 bis 1972 in 499 Folgen im RIAS lief. Die Planung sah zunächst drei Folgen vor, bei denen es aus nicht bekannten Gründen letztendlich auch blieb.
Wie die Hörspielserie, so lagen auch den Drehbüchern für die Fernsehadaption wahre Begebenheiten zugrunde, die den Akten der Kriminalpolizei entnommen wurden.
Die Folgen liefen jeweils mittwochs ab 18.55 Uhr. Die dritte Episode Die ruhige Tour brachte es auf lediglich 30 Minuten.
Der bekannte Synchronsprecher, -regisseur und -autor Arne Elsholtz war in der Folge Als gestohlen gemeldet... in einer seiner wenigen Rollen vor der Kamera zu sehen, Matthias Ponnier stand am Anfang seiner Laufbahn als Fernsehschauspieler.

## Episodenliste
| Nr. | Erstausstrahlung | Titel                     | Gastschauspieler (Auswahl)                                                      |
| --- | ---------------- | ------------------------- | ------------------------------------------------------------------------------- |
| 1   | 23. Juni 1965    | Trickbetrüger Tubatzki    | Horst Bollmann (als Tubatzki), Otto Czarski, Christine Gerlach                  |
| 2   | 30. Juni 1965    | Als gestohlen gemeldet... | Frank Glaubrecht, Arne Elsholtz, Matthias Ponnier, Barbara Stanek, Ellen Farner |
| 3   | 7. Juli 1965     | Die ruhige Tour           | Max Buchsbaum, Horst Poenichen                                                  |